# Lutterbek
Lutterbek er en by og kommune i det nordlige Tyskland, beliggende i Amt Probstei i den nordlige del af Kreis Plön. Kreis Plön ligger i den østlige/centrale del af delstaten Slesvig-Holsten.

## Geografi
Lutterbek er beliggende omkring 12 kilometer nordøst Kiel og omkring to kilometer inde i landet fra Laboe ved Bundesstraße 502 fra Kiel mod Lütjenburg. Byen ligger i dalen til Hagener Au.